# The Legend of Zelda: Breath of the Wild
The Legend of Zelda: Breath of the Wild (japanischer Originaltitel: ゼルダの伝説 ブレス オブ ザ ワイルド, Zeruda no Densetsu: Buresu obu za Wairudo, wörtlich „Die Legende von Zelda: Atem der Wildnis“) ist ein Open-World-Videospiel aus der The-Legend-of-Zelda-Reihe. Das Spiel wurde von Nintendo Entertainment Planning & Development für die Nintendo-Konsolen Wii U und Switch entwickelt und am 3. März 2017 veröffentlicht. Es handelt sich nach den Neuauflagen The Legend of Zelda: The Wind Waker HD und The Legend of Zelda: Twilight Princess HD um den dritten Serientitel für die Wii U und den ersten Serientitel für die Nintendo Switch. Mit Hyrule Warriors: Zeit der Verheerung erschien im November 2020 eine Vor- bzw. Alternativgeschichte zum Spiel für die Nintendo Switch.
Eine Fortsetzung namens The Legend of Zelda: Tears of the Kingdom für die Nintendo Switch wurde am 12. Mai 2023 veröffentlicht.
Eine überarbeitete Version für die Nintendo Switch 2 erschien am 5. Juni 2025 unter dem Namen The Legend of Zelda: Breath of the Wild – Nintendo Switch 2 Edition. Zusätzlich erschien für die Android- und iOS-App von Nintendo Switch Online ein Dienst namens Zelda Notes, über den zusätzliche Inhalte und Funktionen für das Spiel bereitgestellt werden sollen.

## Handlung
Nachdem die Verheerung Ganon in ihren Reinkarnationen immer wieder das Land Hyrule angreift, kann 10.000 Jahre vor Einsetzen der Handlung von Breath of the Wild der Zyklus durch die Konstruktion von vier Maschinen, den sogenannten Titanen, und zahlreichen kleineren Maschinen, den Wächtern, unterbrochen werden. 100 Jahre vor den Ereignissen des Spiels rüstet sich das Königreich Hyrule aufgrund einer Prophezeiung, die von der Rückkehr Ganons kündet, für eine erneute Verteidigung und unternimmt umfangreiche archäologische Expeditionen, bei denen die Titanen und Wächter wiederentdeckt und allmählich nutzbar gemacht werden. Die Titanen werden – in Anlehnung an die Ereignisse vor 10.000 Jahren – von Recken der verschiedenen Völker kontrolliert. Ein fünfter Recke, der junge Mann Link, führt das Masterschwert, eine legendäre Klinge, der die Kraft innewohnt, das Böse zu versiegeln. Die Prinzessin Hyrules, Zelda, soll als Erbin der Kräfte der Göttin Hylia aus der Legende zudem über eine magische Siegelkraft verfügen, doch zunächst gelingt es ihr nicht, auf diese zuzugreifen.
Schließlich kehrt Ganon zurück und die Recken versuchen ihn zurückzuschlagen, doch es gelingt ihm, Wächter und Titanen unter seine Kontrolle zu bringen und gegen die Armeen Hyrules zu richten. Mit ihrer Hilfe verwüstet er das Land und verwundet den mit der Prinzessin in das Dorf Hateno fliehenden Protagonisten Link, sodass Zelda ihn in den sogenannten Schrein des Lebens bringen lässt, wo er in einem hundertjährigen Schlaf regeneriert. Zeitgleich wird Ganon unter Prinzessin Zeldas Kontrolle im Schloss Hyrule versiegelt; ihre magischen Kräfte waren erwacht, als sie den verwundeten Link auf der Flucht vor den Wächtern verteidigte.
Das Spiel setzt im Schrein des Lebens mit Links Erwachen aus seinem hundertjährigen Schlaf ein. Zwar ist er wieder vollständig genesen, kann sich jedoch an die vorangegangenen Ereignisse nicht mehr erinnern. Er erkundet die Umgebung des Schreins und trifft auf dem Vergessenen Plateau auf einen alten Mann, der Link von der Verheerung Ganon berichtet. Der alte Mann gibt sich nach einer Weile als Geist von Rhoam Bosphoramus Hyrule, dem letzten König von Hyrule, zu erkennen, der bei der Großen Verheerung vor 100 Jahren ums Leben kam. Der König bittet Link, sein Volk und seine Tochter Zelda zu retten und hinterlässt ihm ein Parasegel.
Im Dorf Kakariko trifft Link auf die greise Impa, Zeldas persönliche Dienerin, die ihn über die vier Titanen aufklärt. Wenn Link die Titanen von Ganon befreien will, müsse er die vier Völker Hyrules aufsuchen, aus deren Mitte die Recken als Piloten der Titanen gestellt worden waren. Die vier Piloten stammten aus den Völkern der Goronen, der Gerudos, der Orni sowie der Zora. Ferner rät sie Link, das Institut für Antikenforschung in Hateno aufzusuchen. Dort erhält er ein Fotomodul, das einige alte Fotografien von Orten enthält, an denen sich Schlüsselszenen in Links Beziehung zu Zelda abgespielt haben. Wenn Link diese Orte aufsucht, erhält er Teile seiner Erinnerungen zurück.
Nach und nach bereist Link die Völker Hyrules und befreit die Titanen, indem er die jeweiligen Peiniger besiegt. Damit befreit er die Seelen der Recken, die bei der Verheerung getötet wurden, und verbessert das Leben der Völker von Hyrule. Infolge jeder Befreiung erhält Link als Dank neue Fähigkeiten. Zugleich sucht er Schreine auf, die von Priestern der Göttin Hylia errichtet wurden und den Helden für den Kampf gegen Ganon vorbereiten sollen. Während seines Abenteuers erlangt Link das Master-Schwert wieder, das er vor seinem Schlaf getragen hat und das von Zelda zur sicheren Verwahrung in den abgeschiedenen Krog-Wald gebracht wurde, über den der uralte Dekubaum wacht. Schließlich macht er sich auf den Weg zu Ganon und besiegt ihn mit Hilfe der befreiten Titanen. Hierdurch wird Prinzessin Zelda befreit.
Im Abspann finden sich Link und Zelda auf einem Berg wieder. Zelda klärt Link auf, dass sie möglicherweise ihre Kräfte verloren hat. Sie fügt jedoch an, dass sie diese nun nicht mehr benötigt. Danach beschließt sie, zusammen mit Link Hyrule wiederaufzubauen und zu alter Pracht zurückzuführen.

## Spielprinzip

### Spielwelt
Der Fokus von The Legend of Zelda: Breath of the Wild liegt auf der vollständig offen gestalteten Welt, die Nintendo selbst Open Air nennt. Laut dem Produzenten des Spiels, Eiji Aonuma, soll sie die maximale Größe haben, die sich auf der Wii U umsetzen lässt und größentechnisch vergleichbar mit der japanischen Stadt Kyōto sein. Das macht die Spielwelt in Breath of the Wild zur größten, die es bisher in einem Spiel der The-Legend-of-Zelda-Reihe gab.
Ähnlich wie im Original The Legend of Zelda für das Nintendo Entertainment System ist dem Spieler kein fester Weg vorgeschrieben, den er einschlagen muss, damit die Spielhandlung fortschreitet. Stattdessen kann der Spieler theoretisch zu jedem beliebigen Zeitpunkt zu einem beliebigen anderen Ort reisen, und dort Aufgaben erfüllen. Zum Beispiel ist es schon nach relativ kurzer Spielzeit möglich, Schloss Hyrule aufzusuchen und Die Verheerung Ganon, den Endgegner des Spiels, zu besiegen. Durch die fortschreitende Erfahrung erlernt die Spielfigur Link im Verlauf des Spiels jedoch neue Fähigkeiten, die das Besiegen des Endgegners erleichtern. Dadurch wird der Spieler motiviert, die Spielwelt zu erkunden und zusätzliche Aufgaben zu erfüllen. Das Spiel hat zudem einen dynamischen Tageszeitenverlauf und dynamische Wetterwechsel.
Das Reisen durch die Welt kann zu Fuß oder mit Pferden unternommen werden. Das Pferd vermeidet dabei automatisch Hindernisse, was zum Beispiel das gleichzeitige Reiten und mit Pfeilen auf Gegner schießen erleichtern soll. Link kann aber auch vom Pferd abspringen, damit er in einer Bullet Time seine Ziele besser treffen kann. Außerdem besitzt Link einen Gleiter, der ihm das Herabgleiten von hohen Orten ermöglicht.
Ein weiteres neues Feature des Spiels ist das Klettern. In Breath of the Wild kann Link an fast allen Oberflächen entlang klettern, solange seine Ausdauer ausreicht. Bei Regen verliert er jedoch sehr oft den Halt und rutscht ab.

### Schreine
Zusätzlich zu der offenen Welt existieren im Spiel auch Dungeons in Form von Schreinen. In ihnen befinden sich meistens Rätsel oder kleinere Bosskämpfe. Insgesamt lassen sich 120 Schreine im Spiel finden. Die aus abgeschlossenen Schreinen erhaltenen Belohnungen, die sogenannten Zeichen der Bewährung, können für zusätzliche Herzcontainer (Lebensenergie) oder zusätzliche Ausdauer eingetauscht werden. Bereits besuchte Schreine dienen auch als Schnellreiseziel. Zusätzlich zu den kompakteren Schreinen gibt es in Breath of the Wild auch vier etwas größere Dungeons in Form von sogenannten Titanen. Löst man die Rätsel und Kämpfe aller 120 Schreine, erhält man im Vergessenen Tempel das Wildnisgewand.

### Steuerung und Kampfsystem
Obwohl Link normalerweise Linkshänder ist, wie bereits in vielen anderen Zelda-Titeln, erscheint er in diesem Spiel als Rechtshänder. Der Produzent Eiji Aonuma erklärte, dass dies mit der Joy-Con-Steuerung besser harmoniere. Beispielsweise werde das Schwert mit dem rechten Joy-Con gesteuert, weshalb es auch mit Links rechter Hand geführt wird. Der grafische Stil des Spiels ist laut Aonuma von Gouache und der Freilichtmalerei inspiriert, um die weite, offene Welt zur Geltung zu bringen.
Das Kampfsystem in Breath of the Wild ist größtenteils mit dem aus den Vorgängern bekannten System identisch. Gegner werden mit Hilfe des bereits aus Ocarina of Time bekannten Z-Targetings anvisiert und können so besser bekämpft werden. Eine Neuerung stellt aber die größere Auswahl an Waffen dar: Neben dem klassischen Schwert kann Link u. a. auch Keulen, Lanzen oder Großschwerter im Kampf einsetzen. Zudem gibt es auch eine große Auswahl an Schilden und Bögen.
Werden eine bestimmte Waffe, ein bestimmter Schild oder ein bestimmter Bogen oft im Kampf verwendet, können diese auch zerbrechen. Neue Waffen erhält man aus Schatztruhen, oder man stiehlt die Waffen seiner Gegner. Waffen und Schilde aus Holz können auch verbrennen, wenn sie zum Beispiel mit Feuer in Kontakt kommen.
Im Vergleich zu seinen unmittelbaren Vorgängern zeichnet sich Breath of the Wild auch durch einen höheren Schwierigkeitsgrad aus, nicht nur hinsichtlich des Kampfsystems, in dem exakt getimte Paraden, Ressourcenmanagement aufgrund begrenzt haltbarer Waffen sowie ein dynamisches und kreatives Vorgehen belohnt werden, sondern auch aufgrund der nicht linear erzählten Geschichte, die eine weitestgehend selbständige Erkundung der Spielwelt erfordert. Zahlreiche Haupt- und Nebenquests können außerdem nicht – wie in zahlreichen anderen Vertretern des Open-World-Genres – durch bloßes Erreichen eines auf der Übersichtskarte verzeichneten Punktes gelöst werden, sondern erfordern eine genaue Beobachtung der Spielwelt und die eigenständige Kombination von Hinweisen.

## Entwicklung
Am 23. Januar 2013 kündigte Aonuma während eines Streamings von Nintendo an, dass sich ein neuer Titel der Computerspielreihe The Legend of Zelda für die Heimkonsole Wii U in Entwicklung befindet. Aonuma sagte dabei, dass jenes The-Legend-of-Zelda-Spiel Ideen der älteren Zelda-Spiele, wie etwa das Bewältigen von Dungeons in einer beliebigen Reihenfolge, aufgreife, womit das Team den Fokus auf die Rückkehr zu den Ursprüngen legen will. Auf der Electronic Entertainment Expo 2014 stellte Aonuma die ersten Spielszenen vor. Dabei wurde das Erscheinungsjahr des als Open-World-Spiel angekündigten The-Legend-of-Zelda-Titels mit 2015 angegeben. Am 27. März 2015 gab Aonuma jedoch bekannt, dass das Veröffentlichungsdatum 2015 nicht mehr anvisiert wird und dass das Spiel auf der Electronic Entertainment Expo 2015 auch nicht vorgestellt wird. Als Begründung gab er auf Facebook und YouTube an, dass Nintendo mehr Zeit brauche, damit alle Ideen so zum Leben erweckt werden können, wie man es beabsichtigt. Laut Aonuma „hat das Team einen bis dato in der Zelda-Spielwelt nie dagewesenen Handlungsspielraum“ erfahren, was „unzählige neue Möglichkeiten für das Spiel“ mit sich bringt. Das soll einen zusätzlichen kreativen Schub mit vielen neuen Ideen ausgelöst haben. Das Spiel sollte so gut werden, wie es für die Konsole möglich ist.
Anfangs wurde das Spiel auf unbestimmte Zeit verschoben. Im Juni 2015 gab der Chief Operating Officer von Nintendo of America, Reggie Fils-Aimé, in einem Interview jedoch bekannt, dass das Spiel 2016 auf den Markt kommen soll. Während der Electronic Entertainment Expo 2015 bestätigte Shigeru Miyamoto, Erfinder der Legend-of-Zelda-Reihe, dass das Spiel weiterhin ebenfalls für die Wii U produziert werde, obwohl mit der Nintendo NX, die später als Nintendo Switch bekannt wurde, bereits ihr Nachfolger angekündigt war. Am 27. April 2016 wurde die Veröffentlichung in das Jahr 2017 verschoben. Nintendo gab zudem bekannt, dass das Spiel zeitgleich sowohl für die Wii U als auch für die neue Switch-Konsole erscheint. Auf der E3 2016 gab Nintendo den offiziellen Titel des Spiels bekannt: The Legend of Zelda: Breath of the Wild. Schließlich wurde der Veröffentlichungstermin bei der Nintendo-Switch-Präsentation auf den 3. März 2017 festgelegt; somit ist das Spiel einer der Launch-Titel für die Switch.
Bei der E3 2019 wurde bekannt gegeben, dass die Entwicklung an einer direkten Fortsetzung begonnen hat, und ein kurzer Preview-Trailer ohne Spielszenen vorgeführt. In einer Nintendo Direct im März 2022 gab der Produzent Eiji Aonuma seine Pläne bekannt, den Nachfolger im Frühjahr 2023 zu veröffentlichen. In einer darauffolgenden Direct im September 2022 wurde der Name The Legend of Zelda: Tears of the Kingdom bekanntgegeben und ein geplantes Releasedatum auf den 12. Mai 2023 festgelegt.

## Technisches
Die ausgelieferten Versionen des Spieles unterscheiden sich technisch in einigen Details. Sowohl die Wii U als auch die Nintendo Switch berechnen das Spiel in einer dynamischen Auflösung. Die Wii-U-Fassung zwischen 720p und 648p ohne Kantenglättung. Die Switch im gedockten Modus zwischen 900p und 810p, mit Kantenglättung. Im Handheld-Modus berechnet die Switch das Spiel in der gleichen Auflösung wie die Wii U.
Auf beiden Konsolen läuft das Spiel mit 30 Bildern pro Sekunde und doppelt gepuffertem V-Sync. Jedoch kommt es auf beiden Plattformen (Wii U und Switch im gedockten Modus) gelegentlich zu Einbrüchen der Bildrate. Im Handheld-Modus läuft Breath of the Wild auf der Nintendo Switch dagegen deutlich flüssiger. Außerdem gibt es Unterschiede beim Sound. Die Switch bietet gegenüber der Wii U eine bessere Qualität der Umgebungsgeräusche.
Die digitale Fassung der Switch beläuft sich in der Größe auf etwa 13,4 GB, die digitale Wii-U-Fassung auf ca. 13 GB. Die Disc-Version des Spiels für Wii U benötigt ungefähr 3 GB freien Speicher auf der Konsole oder auf einem kompatiblen externen Speichermedium.

## Musik und Vertonung

### Musik
Die Musik des Spiels wurde von Manaka Kataoka, Yasuaki Iwata und Hajime Wakai geschrieben. Wakai fungierte auch als Sound Director. Laut ihm sollte die Musik nicht die Umgebungsgeräusche überdecken und sich eher im Hintergrund halten. Aus diesem Grund hört man im Spiel größtenteils ruhige Klavierklänge, während man sich in der Wildnis von Hyrule bewegt. Wakai bezeichnet das Klavier auch als das Hauptinstrument des Soundtracks. Erst in Städten, Dungeons oder während Bosskämpfen tritt die Musik stärker in den Vordergrund.

### Sprachausgabe
The Legend of Zelda: Breath of the Wild ist das erste Zelda-Spiel, welches teilweise auch gesprochene Dialoge beinhaltet. Dies hat auch zur Folge, dass der Spieler die Hauptfigur Link nicht wie in den Vorgängern nach Belieben umbenennen kann, da Link von manchen Charakteren mit seinem Namen angesprochen wird. Der Großteil der Dialoge wird jedoch klassisch über Dialogboxen gezeigt. Link selbst spricht aber weiterhin nicht. Die deutsche Lokalisierung ist in den iksample-Studios in Berlin unter der Regie von Sven Plate entstanden.

“It’s really difficult to leave an impression on players with just text. It’s not that I made everything voiced. But I have these moments where I want to leave impressions on users. I add voice there.”

„Es ist wirklich schwierig, beim Spieler einen bleibenden Eindruck nur mit Texten zu hinterlassen. Es ist nicht so, dass ich alles habe vertonen lassen. Aber ich habe diese Momente, wo ich einen Eindruck beim Spieler hinterlassen will. Hier füge ich Stimmen ein.“

| Rolle                          | deutscher Sprecher   |
| ------------------------------ | -------------------- |
| Prinzessin Zelda               | Julia Casper         |
| Mipha, Reckin der Zora         | Nora Jokhosha        |
| Urbosa, Reckin der Gerudo      | Cornelia Waibel      |
| Revali, Recke der Orni         | Dirk Petrick         |
| Daruk, Recke der Goronen       | Thomas Schmuckert    |
| König Rhoam Bosphoramus Hyrule | Reinhard Scheunemann |
| Großer Deku-Baum               | Helmut Krauss        |
| Sidon, Prinz der Zora          | René Dawn-Claude     |
| Riju, Königin der Gerudo       | Magdalena Turba      |
| Teba, Krieger der Orni         | Nic Romm             |
| Yunobo, Goronenjunge           | Christian Zeiger     |
| Impa                           | Silke Matthias       |
| Purah*                         | Jennifer Weiß        |

(*nur in einer Zwischensequenz im DLC „Die Ballade der Recken“ hörbar)

## Veröffentlichung und Vermarktung
Bereits als die Wii U 2012 auf den Markt kam, zeigte Nintendo auf der Electronic Entertainment Expo eine technische Demo aus der Welt von The Legend of Zelda mit einem realistischen Grafikstil. 2014 präsentierte Nintendo einen ersten Spieltrailer und eine Demo vom Spiel auf der Electronic Entertainment Expo, wobei erstmals der neue Cel-Shading-Grafikstil gezeigt wurde. Zum Ende desselben Jahres spielte Eiji Aonuma zusammen mit Shigeru Miyamoto auf der The Game Awards einen Ausschnitt des Spiels, wobei auch die Größe der Spielwelt vermittelt werden sollte. Auf der Electronic Entertainment Expo 2016 stellte Nintendo fast ausschließlich The Legend of Zelda: Breath of the Wild auf seinem Messestand vor. Im ersten Vorschauvideo auf die Nintendo Switch wurde das Spiel ebenfalls herausgehoben.

### Zusätzliche Inhalte
Am 14. Februar 2017 kündigte Aonuma via Videobotschaft an, dass Nintendo nach dem Start des Spiels zusätzliche Inhalte per Download (DLC) bereitstellen werde. Am 30. Juni 2017 erschien der erste DLC unter dem Titel „Die legendären Prüfungen“. Dieser enthielt unter anderem zusätzliche Kleidung für Link, neue Herausforderungen und ein Teleport-Medaillon, mit dem sich ein beliebiger Punkt auf der Karte als Schnellreiseziel einstellen lässt. Das zweite DLC mit dem Titel „Die Ballade der Recken“ erschien am 8. Dezember 2017. Neben weiteren Kleidungsstücken enthielt der DLC unter anderem einen zusätzlichen Titan sowie weiterführende Storyelemente. Nach dem Beenden von „Die Ballade der Recken“ erhält der Spieler ein Motorrad, welches neben Pferden zur schnellen Fortbewegung verwendet werden kann.
Die Nebenaufgabe "Xenoblade Chronicles 2" wurde dem Spiel zudem durch das Update 1.3.3 hinzugefügt. Nach erfolgreicher Bewältigung der Aufgabe erhält Link die Bergungstaucherausrüstung von Rex aus Xenoblade Chronicles 2.

## Rezeption

### Vor Veröffentlichung
Bereits zur Ankündigung erhielt The Legend of Zelda: Breath of the Wild positives Feedback. Bevor das Spiel auf 2016 verschoben wurde, war es auf GameTrailers das meisterwartete Spiel für 2015. Bei einer Kundenumfrage dieser Website war es nach The Witcher 3: Wild Hunt das Spiel, das am zweitmeisten für jenes Jahr erwartet wurde.
Auf der Website IGN wurde die erste Demo auf der Electronic Entertainment Expo für die Fülle an Details gelobt und es wurde dort die Meinung geäußert, dass das Spiel aussehe wie ein stark verbessertes Zelda-Spiel. Der Autor meinte, dass der Kunststil mit der Bewegung der Grashalme, den Bergen und den Bauten an das Vorgängerspiel Skyward Sword angelehnt sei. Auf der Seite metro.co.uk wurde ebenfalls die Ähnlichkeit zu The Legend of Zelda: Skyward Sword erkannt. Allerdings wurde dort geschrieben, dass das Wii-U-Spiel realistischer aussehe.

### Nach Veröffentlichung
Bereits kurz nach Erscheinen galt Breath of the Wild als eines der besten Spiele aller Zeiten. So lag die Nintendo-Switch-Version auf GameRankings.com mit einer Durchschnittswertung von 97,33 % auf Platz 5 der besten Spiele aller Zeiten, während es auf Metacritic einen Metascore von 97 % für die Nintendo-Switch- und 96 % für die Wii-U-Version erreichte. Damit ist die Nintendo-Switch-Version momentan auf Platz 12 und die Wii-U-Version auf Platz 23 in der Liste der Best Video Games of All Time platziert. Das einzige The-Legend-of-Zelda-Spiel, welches diesen Wert übertrifft ist Ocarina of Time, welches diese Liste mit einem Metascore von 99 anführt.

„Das ist für mich das beste The Legend of Zelda seit Ocarina of Time, weil sich Nintendo endlich weiter entwickelt. Ich wünsche euch viel Spaß mit diesem ausgezeichneten Abenteuer!.“

„Zelda: Breath of the Wild haucht mit cleveren Ideen frischen Atem in die Serie – eines der besten Action-Adventures der Spielegeschichte.“

„[…] Das Gameplay ist motivierend, sehr abwechslungsreich und bietet dank Open-World-Ansatz ungeahnte Freiheiten. Zudem passt die Optik und das Artdesign zur Spiele-Serie ohne an grafische Brillanz heranreichen zu müssen. […]“

„Extrem kompetent gemachter Open-World-Titel und ein sehr würdiges Zelda-Abenteuer – sowohl auf Switch als auch auf Wii U.“

### Auszeichnungen und Bestenlisten
| Preisverleihung                         | Kategorie                         | Resultat  | Datum der Nominierung beziehungsweise Auszeichnung |
| --------------------------------------- | --------------------------------- | --------- | -------------------------------------------------- |
| Game Critics Awards 2016                | Bestes Spiel                      | Gewonnen  | 1. Juni 2016                                       |
| Game Critics Awards 2016                | Bestes Konsolenspiel              | Gewonnen  | 1. Juni 2016                                       |
| Game Critics Awards 2016                | Bestes Action-Adventure           | Gewonnen  | 1. Juni 2016                                       |
| Deutscher Computerspielpreis 2017       | Bestes Internationales Spiel      | Gewonnen  | 1. Apr. 2017                                       |
| GameSpot Game of the Year 2017          | Spiel des Jahres                  | Gewonnen  | 1. Dez. 2017                                       |
| IGN’s Best of 2017                      | Spiel des Jahres                  | Gewonnen  | 1. Dez. 2017                                       |
| IGN’s Best of 2017                      | Action-Adventure-Spiel des Jahres | Gewonnen  | 1. Dez. 2017                                       |
| The Game Awards 2017                    | Spiel des Jahres                  | Gewonnen  | 1. Dez. 2017                                       |
| The Game Awards 2017                    | Beste Regie                       | Gewonnen  | 1. Dez. 2017                                       |
| The Game Awards 2017                    | Beste künstlerische Gestaltung    | Nominiert | 1. Dez. 2017                                       |
| The Game Awards 2017                    | Beste Musik                       | Nominiert | 1. Dez. 2017                                       |
| The Game Awards 2017                    | Beste Audiogestaltung             | Nominiert | 1. Dez. 2017                                       |
| The Game Awards 2017                    | Bestes Action-Adventure           | Gewonnen  | 1. Dez. 2017                                       |
| DICE Awards 2018                        | Spiel des Jahres                  | Gewonnen  | Feb. 2018                                          |
| DICE Awards 2018                        | Bestes Adventure                  | Gewonnen  | Feb. 2018                                          |
| DICE Awards 2018                        | Bestes Spieldesign                | Gewonnen  | Feb. 2018                                          |
| DICE Awards 2018                        | Beste Regie                       | Gewonnen  | Feb. 2018                                          |
| DICE Awards 2018                        | Beste künstlerische Gestaltung    | Nominiert | Feb. 2018                                          |
| DICE Awards 2018                        | Beste Technik                     | Nominiert | Feb. 2018                                          |
| SXSW Gaming Awards 2018                 | Spiel des Jahres                  | Gewonnen  | März 2018                                          |
| SXSW Gaming Awards 2018                 | Bestes Spieldesign                | Gewonnen  | März 2018                                          |
| SXSW Gaming Awards 2018                 | Bestes Gameplay                   | Gewonnen  | März 2018                                          |
| SXSW Gaming Awards 2018                 | Beste künstlerische Gestaltung    | Nominiert | März 2018                                          |
| SXSW Gaming Awards 2018                 | Beste Animation                   | Nominiert | März 2018                                          |
| SXSW Gaming Awards 2018                 | Beste Musik                       | Nominiert | März 2018                                          |
| Game Developers Choice Awards 2018      | Spiel des Jahres                  | Gewonnen  | März 2018                                          |
| Game Developers Choice Awards 2018      | Beste Audiogestaltung             | Gewonnen  | März 2018                                          |
| Game Developers Choice Awards 2018      | Bestes Spieldesign                | Gewonnen  | März 2018                                          |
| British Academy Video Games Awards 2018 | Spiel des Jahres                  | Nominiert | Apr. 2018                                          |
| British Academy Video Games Awards 2018 | Bestes Spieldesign                | Nominiert | Apr. 2018                                          |
| British Academy Video Games Awards 2018 | Beste künstlerische Gestaltung    | Nominiert | Apr. 2018                                          |
| British Academy Video Games Awards 2018 | Innovation                        | Gewonnen  | Apr. 2018                                          |
| British Academy Video Games Awards 2018 | Beste Musik                       | Nominiert | Apr. 2018                                          |

### Verkaufszahlen
In den ersten drei Monaten konnte sich das Spiel insgesamt bereits etwa 4,04 Millionen Mal verkaufen. Davon 3 Millionen Einheiten auf der Nintendo Switch und circa 1,04 Millionen Einheiten auf der Wii U.
Bis zum 30. Juni 2022 konnte sich das Spiel auf der Nintendo Switch mehr als 27 Millionen Mal verkaufen. Auf der Wii U konnte sich das Spiel über 1,5 Millionen Mal verkaufen. Damit ist Breath of the Wild das meistverkaufte Spiel aus der The-Legend-of-Zelda-Reihe, gefolgt von Tears of the Kingdom mit etwa 20,8 Millionen Einheiten.